# Мейсон, Джанет
Джанет Мейсон (англ. Janet Mason; род. 8 апреля 1967, Санта-Барбара, США) — американская порноактриса.

## Биография
Родилась 8 апреля 1967 года в Санта-Барбаре, штат Калифорния.

### Карьера в порнофильмах
С 1995 года Джанет и её муж Стив являются свингерами. Имеют троих детей.
В 1998 году вместе с мужем создала любительский порносайт. Муж выступает в качестве веб-мастера и оператора. Дебютировала в порно в 2000 году в возрасте 33 лет.
В 2000 году сделала операцию по увеличению груди. В 2023 году Мейсон решилась на новую операцию, ещё сильнее увеличив размер.
В 2010 году была номинирована на премию AVN Award «Best All-Girl Group Sex Scene». В 2011 году номинирована на две премии AVN: «MILF исполнитель года» и «MILF/Cougar Performer of the Year». В 2012 году номинирована на премию Urban X Award «MILF исполнитель года». В 2014 году номинирована на The Fannys «MILF исполнитель года». В 2015 году номинирована на AVN «Награда болельщиков: самая горячая MILF».
Сотрудничает с такими студиями, как Brazzers, Evil Angel, Girlfriends Films, Naughty America, Reality Kings и другими. Однако в последние несколько лет снимается лишь в своих авторских сценах «Janet.Exposed», выкладывая контент на персональной странице через платформу «Onlyfans». Мейсон приглашает к себе в основном молодых, чернокожих мужчин для съемок в своем доме. Оператором всех этих видео является муж Стив Мейсон.
Снялась в 597 порнофильмах в качестве актрисы и срежиссировала 68 сцен. 

## Личная жизнь
Является бисексуалкой. В 1990 году вышла замуж за Стива Мейсона. У пары есть трое детей.

## Награды и номинации
| Год  | Премия        | Номинация                               | Фильм        | Результат |
| ---- | ------------- | --------------------------------------- | ------------ | --------- |
| 2010 | AVN Award     | Best All-Girl Group Sex Scene           | Big Toy Orgy | Номинация |
| 2011 | AVN Award     | MILF исполнитель года                   |              | Номинация |
| 2011 | AVN Award     | MILF/Cougar Performer of the Year       |              | Номинация |
| 2012 | Urban X Award | MILF исполнитель года                   |              | Номинация |
| 2014 | The Fannys    | MILF исполнитель года                   |              | Номинация |
| 2015 | AVN Award     | Награда болельщиков: самая горячая MILF |              | Номинация |